# Dario Cologna
Dario Cologna, né le 11 mars 1986 à Santa Maria Val Müstair, est un fondeur suisse. Il est l'un des meilleurs fondeurs de l'histoire. Premier Suisse à remporter un titre olympique, à l'occasion du quinze kilomètres libre en 2010, il remporte deux autres titres olympiques quatre ans plus tard lors des Jeux de Sotchi, sur le skiathlon et le quinze kilomètres classique. Lors du quinze kilomètres libre des Jeux de 2018 de Pyeongchang, il devient le premier fondeur de l'histoire à remporter trois titres sur la même distance.
Il est également champion du monde du skiathlon lors des mondiaux de 2013 à Val di Fiemme, édition où il remporte également la médaille d'argent sur le cinquante kilomètres.
En Coupe du monde, il remporte quatre gros globes de cristal, trophée récompensant le vainqueur du classement général de la Coupe du monde, en 2009, 2011 et 2012 et 2015. Il compte quarante podiums dont quinze victoires individuelles. Parmi celles-ci figure le Tour de ski, compétition dont il est le fondeur le plus titré avec ses quatre victoires en 2009, 2011, 2012 et 2018, et les Finales de la Coupe du monde, remportés à deux reprises.

## Biographie

### Débuts
Avant d'accéder à la Coupe du monde, Dario Cologna remporte une médaille de bronze sur l'épreuve du dix kilomètres lors des championnats du monde juniors en 2006 à Kranj en Slovénie. Il fait ses débuts en coupe du monde de ski de fond le 26 novembre 2006 à Kuusamo lors d'une épreuve de quinze kilomètres qu'il abandonne. Lors de cette saison 2006-2007, il dispute un total de cinq courses de Coupe du monde, obtenant ses premiers points avec une vingt-cinquième place à Falun lors d'une poursuite. lors de cette saison, il remporte deux titres lors des mondiaux des moins de 23 ans, le quinze kilomètres libre puis la poursuite, son compatriote Curdin Perl terminant également troisième de cette dernière course. Un an plus tard à Malles Venosta en Italie, il remporte son troisième titre mondial des moins de 23 ans lors de la mass-start. Lors de cette saison 2007-2008, il intègre pour la première fois le top 10 d'une course en obtenant une huitième place lors d'un trente kilomètres à Rybinsk, performance qu'il renouvelle à Otepää sur un quinze kilomètres classique. Il termine ensuite sixième à Liberec, sur 11,4 kilomètres libre et enfin quatrième à Bormio lors d'un 3,3 kilomètres libre.

### Saison 2008-2009: la révélation
Finalement, il se révèle véritablement lors de la saison 2008-2009 où après un premier podium, sur un quinze kilomètres à La Clusaz, il parvient à s'emparer du maillot de leader du classement général, performance rééditée lors du Tour de ski 2008-2009 où, lors de la première étape, il s'impose sur le quinze kilomètres devant l'Allemand Axel Teichmann et conserve cette place après la deuxième étape. Lors de la sixième étape de ce tour, il s'assure presque d'une victoire finale en terminant cinquième du vingt kilomètres classique, malgré la victoire de Teichmann. Au terme de la dernière poursuite, il devance le Norvégien Petter Northug de 36 secondes, pour remporter sa première victoire dans le Tour de ski, ce qui constitue sa première victoire en Coupe du monde. Il enchaîne par une cinquième place à Otepää. Il se présente aux mondiaux de Liberec avec le dossard rouge représentant le premier de la Coupe du monde. Il termine tout d'abord sixième du quinze kilomètres classique, course remportée par l'Estonien Andrus Veerpalu, puis 41e de la poursuite. Lors de la finale du sprint, il termine à la quatrième place, derrière Ola Vigen Hattestad, Johan Kjølstad et Nikolaï Morilov. Il termine ensuite avec une septième place avec le relais suisse. Après les étapes de Lahti et Trondheim, il occupe la deuxième place du classement général de la Coupe du monde derrière Petter Northug. Il se rapproche de celui-ci de la deuxième course des Finales de la Coupe du monde, disputée sur un 3,3 kilomètres libre. Lors de la course suivante, il s'impose sur la poursuite, disputée sur une distance de vingt kilomètres, reprenant l'avantage sur Northug, vingtième. Avec 1 minute 20 d'avance, et plus de cinquante points à son avantage, il est pratiquement certain de remporter le gros globe de cristal récompensant le vainqueur de la Coupe du monde. Lors de la dernière course, disputée sur format par handicap, il part avec un avantage de 58 secondes sur le Russe Alexander Legkov, et termine finalement à la première position, avec 41 secondes d'avance sur le Français Vincent Vittoz. Il devient le premier fondeur suisse à remporter le classement général de la Coupe du monde.

### 2010: premier titre olympique

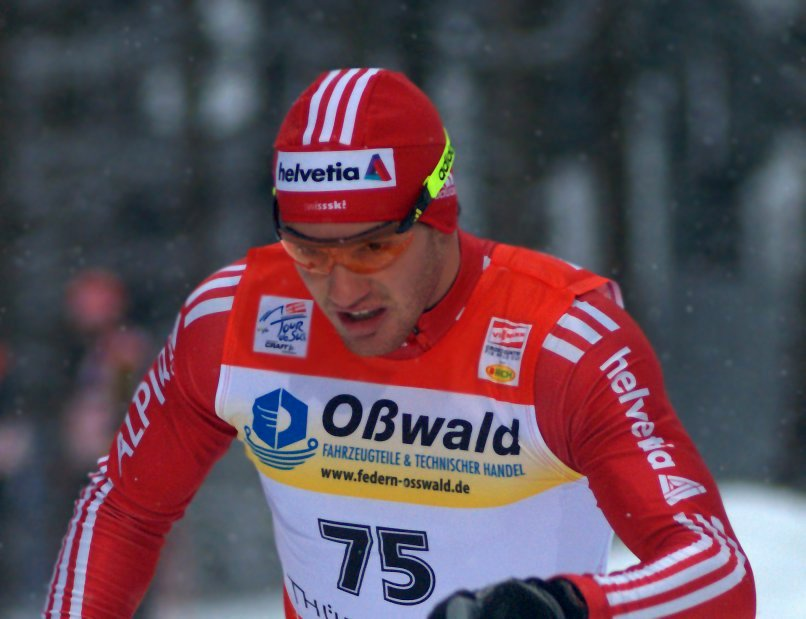
Dario Cologna lors du Tour de ski 2009-2010

La préparation de sa saison 2009-2010, dont le principal événement sont les Jeux olympiques de Vancouver, est perturbée par une blessure, une déchirure musculaire à une cuisse. Il est toutefois présent lors des premières étapes de Coupe du monde, à Beitostoelen et Kuusamo. Il obtient son premier Top 10 à Rogla où il termine cinquième d'un sprint classique. Pour ses débuts au Tour de ski, il termine quatrième du prologue à Oberhof, douzième d'un quinze kilomètres classique par handicap, et dixième d'un sprint. Onzième lors d'un sprint à Prague, il termine à la deuxième place du trente-cinq kilomètres libre disputé entre Cortina d'Ampezzo et Dobbiaco, course remportée par Petter Northug, prenant la deuxième place du classement général. Lors de la course suivante, dont il termine à la huitième place, il perd près de 30 secondes sur Northug, premier du classement général et troisième de la course. Sur le vingt kilomètres classique départ en ligne suivant, il ne parvient pas à suivre le Tchèque Lukáš Bauer et Petter Northug, terminant finalement quatrième à 33 secondes du premier et deux secondes du deuxième qui craque vers la fin. Cinquième temps de la dernière course, la montée de l'Alpe Cermis, il termine à la troisième place du classement général, à 1 minutes 32 du vainqueur, Lukáš Bauer. Avant les Jeux, il obtient deux troisièmes places à Canmore, sur un quinze kilomètres libre et un sprint classique. 
Pour sa première épreuve aux Jeux de Vancouver, lors d'un quinze kilomètres libre, il s'impose de 24 secondes face à l'Italien Pietro Piller Cottrer, et 35 secondes sur le troisième Lukáš Bauer,. Il devient ainsi le premier Suisse à remporter un titre olympique en ski de fond, et le premier depuis Andy Grünenfelder aux Jeux de Calgary à remporter une médaille. Il termine ensuite treizième de la poursuite, onzième du sprint par équipe, dixième avec le relais et dixième du cinquante kilomètres classique. Après les jeux, il remporte le prologue des Finales de Falun, épreuve dont il termine finalement à la huitième du classement général. Il termine finalement quatrième du classement général de la Coupe du monde, classement remporté par Petter Northug.

### Saison 2010-2011: deuxième globe de cristal
Pour le début de la saison 2010-2011, il s'impose au dix kilomètres de Kuusamo, épreuve comptant pour le Nordic Opening, épreuve finalement remportée par Alexander Legkov devant le Suisse. Il enchaîne par une quatrième et une troisième place à Davos, et une quatrième à La Clusaz, étape où il remporte également le relais avec Toni Livers, Remo Fischer et Curdin Perl, ce qui constitue la première victoire dans une première collective pour la Suisse. Après une septième place à Oberhof lors du prologue du tour de ski, il remporte le jour suivant un quinze kilomètres poursuite devant Devon Kershaw. À Oberstdorf, il termine ensuite troisième du sprint et deuxième du vingt kilomètres, derrière le Finlandais Matti Heikkinen lors de cette course disputée sur une poursuite de deux fois dix kilomètres. Il continue d'enchainer les bons résultats, terminant deuxième à Toblach lors d'un sprint. Lors de la traversée de Cortina à Toblach, il parvient à conserver son avantage initial, environ 40 secondes, pour finalement s'imposer avec 1 minute 06 sur le Suédois Marcus Hellner. Sur le vingt kilomètres classique suivant, il est uniquement devancé par Petter Northug, conservant un avantage important avant la montée de l'Alpe Cermis. Parti avec 1 minute 18 d'avance sur le Norvégien, le Suisse conserve 27 secondes d'avance sur ce dernier pour remporter son deuxième Tour de ski, seul Lukáš Bauer ayant déjà réussi un tel doublé.

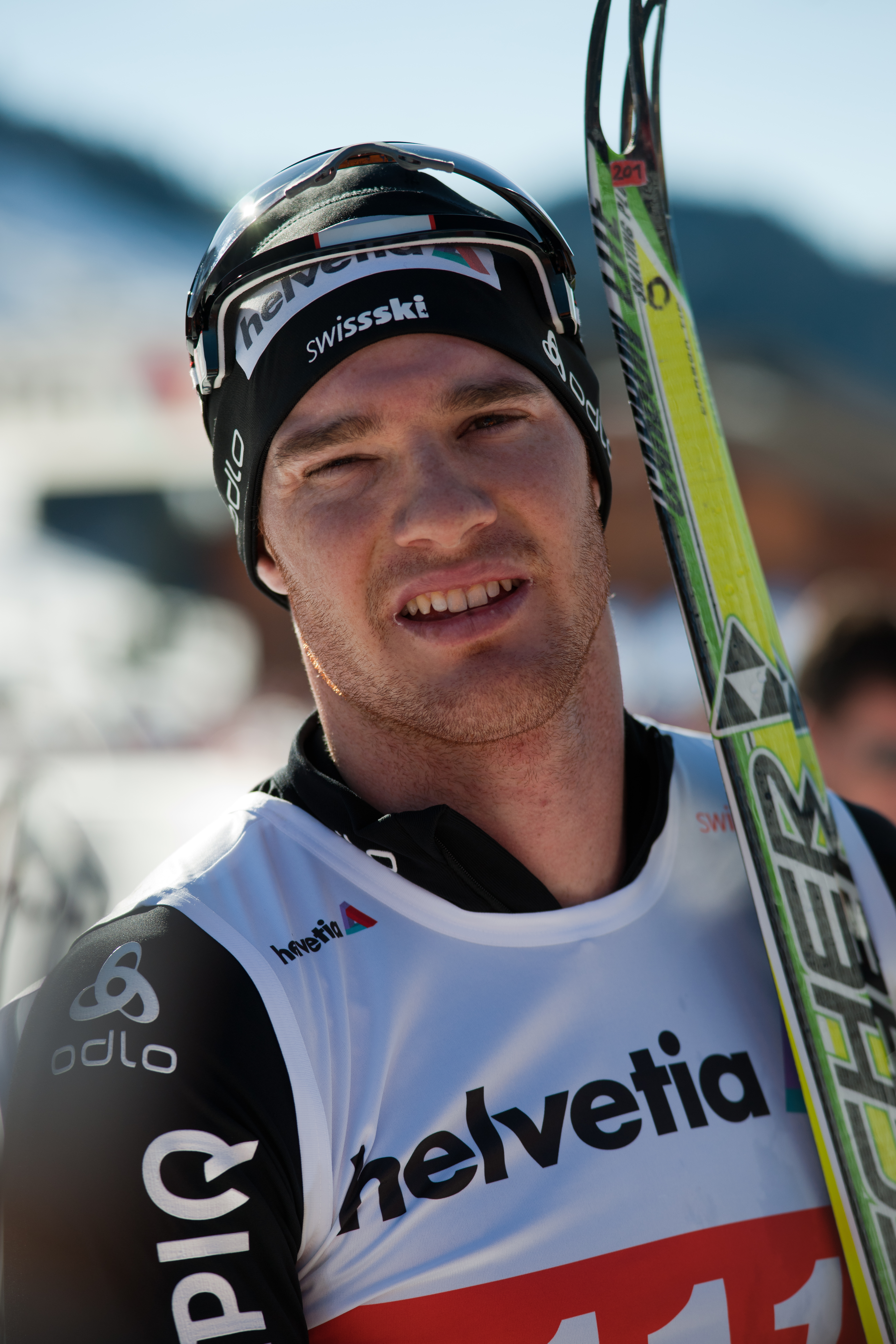
Dario Cologna, 2011.

Pour sa première épreuve des championnats du monde 2011, il termine neuvième du sprint, éliminé en demi-finale. Sur la poursuite, il connait un incident de ski à trois kilomètres de l'arrivée, terminant à la 24e place. Toutefois, il reconnaît que celui-ci n'est pas la cause de son échec en disant qu'il est alors incapable de suivre l'accélération du rythme de la course. Lors du quinze kilomètres classique, il termine à la 25e place. Neuvième avec le relais suisse, il termine ses mondiaux avec une vingtième place sur le cinquante kilomètres, cédant après quarante kilomètres pour terminer avec 1 minute 49 de retard sur le vainqueur Petter Northug. Après les mondiaux, il termine sa saison lors des Finales où il obtient la troisième place, derrière Northug et un autre Norvégien, Finn Haagen Krogh. Il remporte ainsi deux globes de cristal, celui du classement général et celui des courses de distance.

### Saison 2011-2012: troisième globe de cristal
L'objectif du fondeur des Grisons est de remporter un troisième globe de cristal lors de la saison 2011-2012 et de remporter le Tour de ski. Il obtient son meilleur résultat lors du début saison lors du Nordic Opening où il se classe deuxième du classement général derrière Petter Northug. Il remporte sa première victoire de la saison à Rogla en Slovénie où il devance Nikolay Morilov sur un sprint libre. Il commence le Tour de ski par une deuxième place lors du prologue d'Oberhof, devancé par l'autre grand favori de la compétition, Northug. Il termine ensuite troisième, malgré une chute à 500 mètres de l'arrivée, lors de la poursuite, toujours disputée à Oberhof. Cologna termine ensuite cinquième du sprint classique d'Oberstdorf, puis deuxième du skiathlon disputé sur ce même lieu, toujours derrière Northug, mais reprenant du temps sur celui-ci grâce aux sprints de bonifications disposés sur le parcours. Lors des courses se déroulant à Toblach, il se classe troisième du cinq kilomètres classique, derrière Alexander Legkov et Eldar Roenning, et du sprint libre, derrière Nikolay Morilov et Petter Northug. Lors de la course par handicap entre Cortina et Dobbiaco, il se fait d'abord rejoindre par Petter Northug, parti 13 secondes derrière lui, puis le lâche un peu plus loin. Il termine finalement l'étape avec 1 minute 15 d'avance sur Northug et 1 minute 16 sur Legkov et Kershaw. Sa troisième place à Val di Fiemme sur le vingt kilomètres mass-start classique lui permet de s'assurer un avantage important avant la montée finale de l'alpe Cermis. Au terme de cette course, il devance finalement le Suédois Marcus Hellner de 1 minute 02 et le Norvégien Petter Northug de 1 minute 44, devenant également le premier fondeur à remporter trois fois le Tour de ski. Il enchaine par deux victoires à Otepää, sur un sprint puis un quinze kilomètres, épreuves disputées en style classique. Lors de sa course suivante en Coupe du monde, il termine deuxième d'un trente kilomètres à Nove Mesto na Morave, toujours en classique. Après deux courses dans le Top 10, dont une deuxième place, à Szklarska Poreba, il remporte une nouvelle victoire en s'imposant lors du skiathlon de Lahti. Il obtient un nouveau podium en terminant à la deuxième place du cinquante kilomètres d'Oslo, disputé en classique, où il est devancé par Eldar Roenning,. Lors des Finales de Falun, il termine deuxième du prologue, puis remporte le quinze kilomètres classique pour remporter le classement général de ce mini-tour. Il remporte finalement le classement général de la Coupe du monde avec 2 216 points, soit le meilleur total de points jamais atteint par un fondeur. Son avance sur le second du classement, Devon Kershaw, est de 750 points. 

### Saison 2012-2013: premier titre mondial
Quatrième du prologue du Tour de ski disputé à Oberhof, épreuve remportée par Northug, il termine à cette même place lors des deux courses suivantes, un quinze kilomètres classique puis un sprint. Lors de la traversée entre Cortina et Toblach en Italie, course de trente-cinq kilomètres disputé en style libre, il termine troisième, la victoire étant remportée par Northug, ce qui le positionne à 10 secondes 9 de Northug au classement général. Il est ensuite troisième à Toblach derrière Alexey Poltoranin et Northug d'un cinq kilomètres classique, puis onzième d'un quinze kilomètres classique. Il part avec le dossard rouge de leader lors de la montée finale, Alexander Legkov se voyant pénalisé de quinze secondes de pénalité pour une irrégularité lors du sprint de la dernière course. Au pied de la montée, quatre fondeurs sont en tête : Legkov, Vylegzhanin, Northug et Cologna. Legkov s'échappe alors pour remporter le Tour de ski, Cologna prenant la deuxième place à dix-huit secondes du Russe. 
Entre ce tour de ski et les mondiaux, Cologna termine à cinq reprises sur un podium, troisième du quinze kilomètres classique départ en ligne de La Clusaz, deuxième du sprint libre et premier du skiathlon, deux épreuves disputées à Sotchi, deuxième d'un sprint classique et d'un quinze kilomètres à Davos.
Il remporte son premier titre mondial lors des mondiaux 2013 de Val di Fiemme. Il s'impose devant deux Norvégiens, Martin Johnsrud Sundby et Sjur Roethe. Il termine ensuite huitième du quinze kilomètres libre, puis sixième avec le relais suisse. Quelques jours plus tard, il remporte une deuxième médaille, l'argent, lors du cinquante kilomètres, disputé en style classique, course remportée par le Suédois Johan Olsson. Lors des Finales disputées à Falun, il termine à la cinquième place du classement général. Ce résultat le contraint à laisser Northug remporter le globe de cristal de la Coupe du monde devant Legkov, le Suisse prenant la troisième place.

### Saison 2013-2014: blessure et doublé aux Jeux olympiques

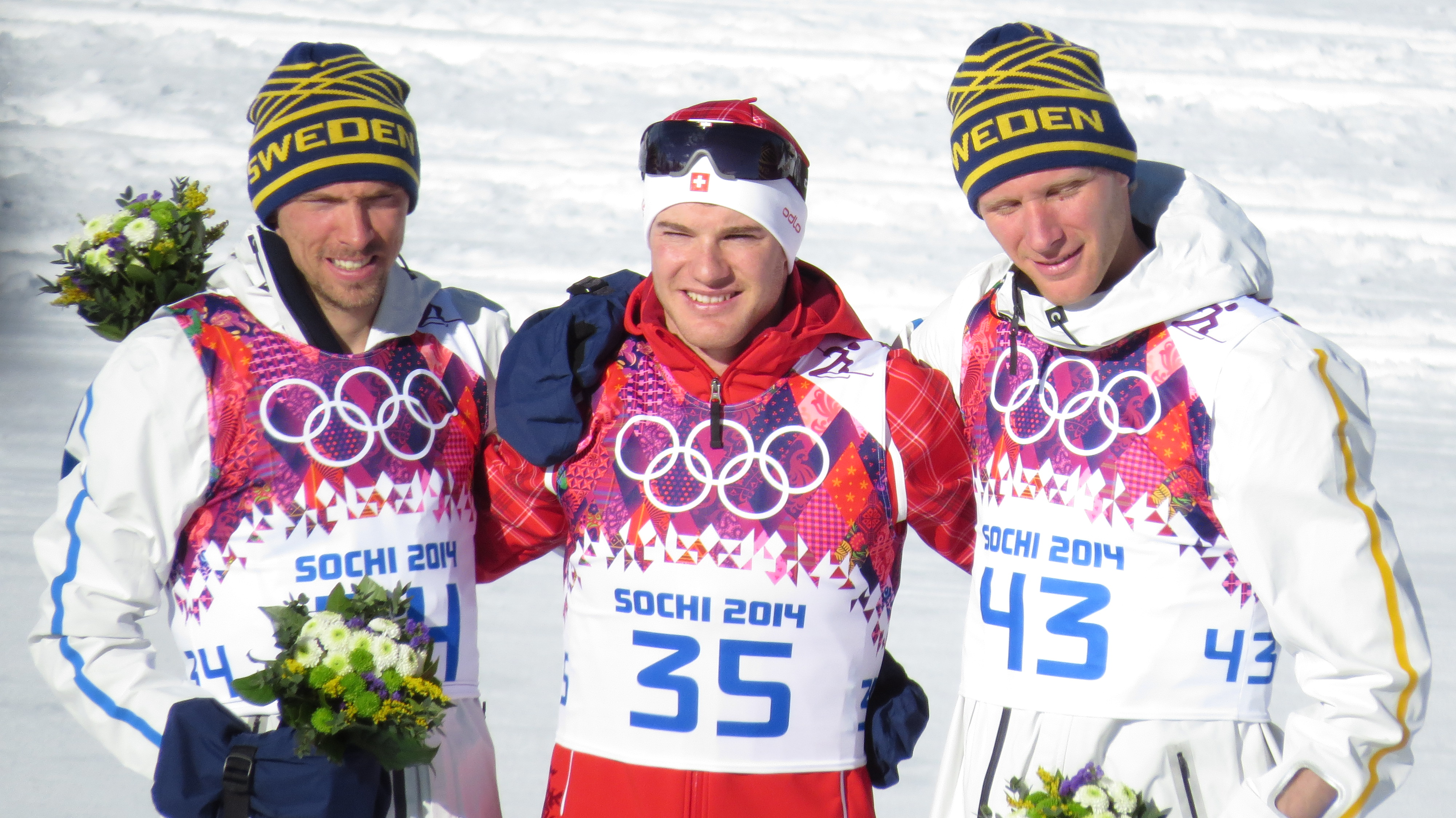
Podium du quinze kilomètres de Sotchi.

Il se blesse à la cheville au début de la saison 2013-2014, mais fait son retour peu avant les Jeux olympiques de 2014, à Toblach avec une deuxième place durant le quinze kilomètres classique. Pour la première épreuve de ces Jeux, il remporte lors de la médaille d'or du skiathlon en démarrant sur la dernière montée, seuls le Suédois Marcus Hellner et le Norvégien Martin Johnsrud Sundby parvenant à le suivre. Éliminé dès les quarts de finale du sprint libre en raison de deux chutes, il remporte un deuxième titre olympique lors de la course suivante en s'imposant nettement sur le quinze kilomètres classique, devançant le Suédois Johan Olsson de près de 30 secondes. Il est ensuite absent du relais, préservé par son encadrement pour les deux dernières courses, le sprint par équipe et le cinquante kilomètres. Sur le sprint par équipe, où il est associé à son frère Gianluca, il termine à la cinquième place de la finale. Il figure une nouvelle fois parmi les favoris lors du cinquante kilomètres, il casse son ski gauche à moins de deux kilomètres de l'arrivée, alors qu'il figure encore dans le groupe de tête.
À son retour des Jeux, il est contraint de déclarer forfait à Lahti pour un rhume. Lors du cinquante kilomètres classique d'Oslo, il abandonne après 23 kilomètres, gêné par des douleurs au pied, et accusant déjà un retard de plus d'une minute sur la tête de la course. En raison de cette blessure, il décide de ne pas participer aux Finales de la Coupe du monde. Il est opéré de nouveau en mars.

### Saison 2014-2015: médaille mondiale, globe de la distance et finalement gros globe.
Après des résultats décevant à Ruka puis une huitième place finale au Nordic Opening disputé à Lillehammer, il termine troisième à Davos sur un quinze kilomètres classique,. La semaine suivante, toujours sur le même site, il termine dixième d'un quinze kilomètres libre. Sur le Tour de ski, il remporte le prologue, devançant le Suédois Calle Halfvarsson et Petter Northug, puis perd des places au classement général lors des étapes suivantes. Sur le quinze kilomètres classique mass-start de Val di Fiemme, il termine troisième derrière l'Allemand Tim Tscharnke et le Kazakhe Alexey Poltoranin. Lors de la montée finale, il franchit l'arrivée en cinquième position,. Après le Tour, il remporte le quinze kilomètres libre de Rybinsk, devançant les Russes Evgeniy Belov et Sergueï Oustiougov. Deux jours plus tard, c'est le Russe Maksim Vylegzhanin qui remporte le skiathlon, devançant le Suisse.
Pour la première course sur laquelle il s'aligne lors des mondiaux de Falun, le skiathlon, il essaye de s'échapper dans les trois derniers kilomètres, suivi par le Maksim Vylegzhanin, ce dernier le devançant finalement au sprint. Sur le quinze kilomètres, il termine dix-huitième à une minute et demie du Suédois Johan Olsson. Deuxième relayeur après Ueli Schnider, il part en quinzième position avec un retard de près d'une minute de retard sur la tête, il transmet le relais en sixième position à Jonas Baumann, le quatrième relayeur Toni Livers terminant finalement à la cinquième place d'une course remporté par la Norvège devant la Suède et la France. Il termine ensuite sixième du cinquante kilomètres, disputé en classique, la course étant remportée par Petter Northug devant le Tchèque Lukáš Bauer.
Ses résultats sur la saison lui permettent de lutter avec Martin Johnsrud Sundby pour le petit globe de la distance. Jamais vainqueur d'un cinquante kilomètres ni d'une course disputé en Norvège, il termine deuxième de l'édition d'Oslo, disputé en style libre, remporté par le Norvégien Sjur Røthe. Il remporte ainsi le globe de la distance devant Sundby, troisième de la course et termine alors deuxième du gros globe récompensant le vainqueur du classement général.  En juillet 2016, le Suisse se voit finalement octroyer ce globe après le déclassement de Sundby en raison de résultats antidopage positifs, avec de trop grandes concentrations de salbutamol.

### Saison 2015-2016: saison blanche
Dario Cologna connaît un début de saison compliqué avec une treizième place à Ruka loirs du mini-tour, terminant toutefois troisième du dix kilomètres libre derrière Sundby et Alex Harvey. La semaine suivante, lors du skiathlon de Lillehammer, il termine 26e, à plus deux minutes et demi du vainqueur Sundby. Lors du Tour de ski 2015-2016, il réalise le meilleur résultat de son début de saison sur un quinze kilomètres classique, départ en ligne, devancé à la photo finish par Alexey Poltoranin. Trois jours plus tard, lors du quinze kilomètres libre mass-start de Val di Fiemme, il se blesse, claquage au mollet gauche, ce qui l'oblige à terminer sa course au ralenti, puis à abandonner le tour de ski. Cette blessure l'oblige ensuite à déclarer forfait lors du cinquante kilomètres d'Oslo. Se déclarant insuffisamment rétabli, il renonce au Ski Tour Canada, compétition se déroulant sous la forme de huit épreuves en onze jours. Il annonce alors vouloir participer à la Vasaloppet et au marathon de l'Engadine. Pour sa première participation à la Vasaloppet, il termine en cinquième position, à deux secondes du Norvégien John Kristian Dahl. Au marathon de l'Engadine, où il postule à un troisième succès après ses victoires en 2007 et 2010, il termine finalement 25e après la casse de l'un de ses bâtons dans l'emballage final.

### Saison 2016-2017
La coupe du monde débute comme souvent en Finlande à Ruka. Cologna ne parvient pas à se qualifier pour les quarts de finale du sprint, puis termine 26e d'un quinze kilomètres. La semaine suivante, lors du mini-tour se déroulant à Lillehammer, son meilleur résultat est une septième place d'un dix kilomètres : il termine finalement 26e du mini-tour. À Davos, il termine dixième d'un trente kilomètres disputé en style libre. Sur le Tour de ski, après une treizième place du sprint constituant la première étape, il est ensuite cinquième d'un dix kilomètres mass-start, troisième du skiathlon d'Oberstdorf, devancé par Sergey Ustiugov et Martin Johnsrud Sundby, quatrième (cinquième temps) de la poursuite du jour suivant. À Toblach, il se classe septième d'un dix kilomètres libre, puis à la même place à Val di Fiemme d'un quinze kilomètres classique mass-start. Lors de la montée finale, il réalise le cinquième temps pour finalement terminer à la troisième place du classement général.
Gêné par un mollet endolori, il décide de ne participer qu'à deux épréuves lors des championnats du monde de Lahti, le relais quatre fois dix kilomètres et le cinquante kilomètres. Le style classique sollicitant fortement le mollet, il préfère ne pas aggraver sa blessure en disputant le dix kilomètres, disputé en style classique lors de cette édition, et le skiathlon, qui enchaîne classique et style libre. Troisième relayeur suisse,derrière Jason Rüesch, Jonas Baumann, il part en cinquième position pour combler son retard sur le Français Robin Duvillard, avant d'être repris par le Suédois Marcus Hellner et l'Allemand Florian Notz. Il transmet finalement le témoin à Curdin Perl en cinquième position dans un groupe de trois fondeurs, avec le Suédois et l'Allemand qui lutte désormais pour la troisième place, le Finlandais qui occupait cette place ayant été repris. La Suisse termine quatrième, Perl profitant de la chute du Finlandais Matti Heikkinen et étant proche de surprendre le Suédois Calle Halfvarsson pour la médaille de bronze. Dans un cinquante kilomètres très rapide, la décision se fait en fin de course, dans la dernière montée, notamment sous l'implusoion de Martin Johnsrud Sundby. Le Grison ne parvient pas à suivre, et termine septième, à neuf secondes du vainqueur, le Canadien Alex Harvey. Une semaine après les mondiaux, il s'impose sur le marathon de l'Engadine.

### Saison 2017-2018

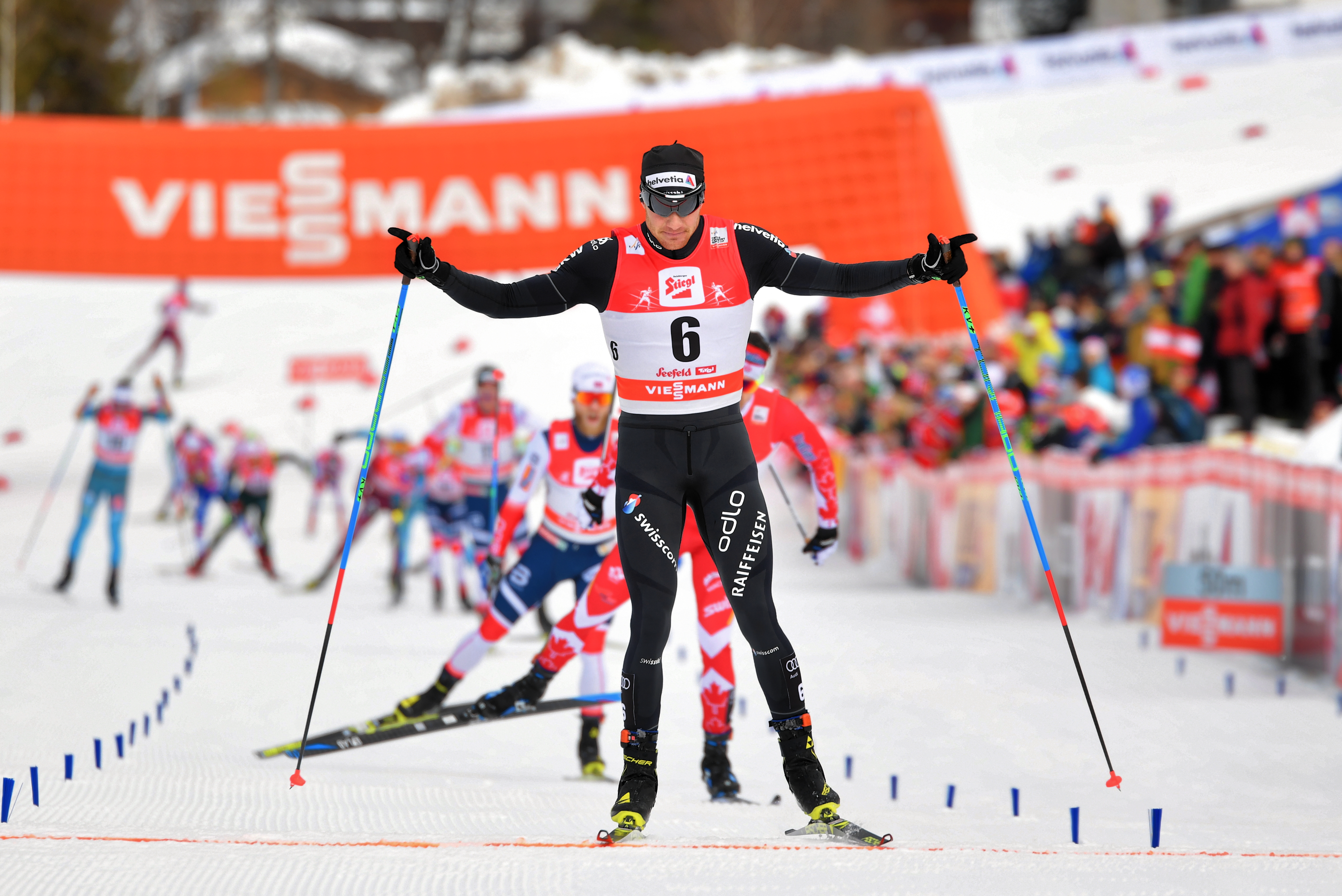
Dario Cologna gagne à Seefeld.

Après une 17e place au classement général du Ruka Triple, il obtient son meilleur résultat du début de la saison de coupe du monde à Davos lors d'un quinze kilomètres libre. Il remporte à Lenzerheide le quinze kilomètres classique, deuxième étape du tour de ski puis enchaine en remportant la poursuite disputée en style libre, prenant également la tête du classement général de la compétition. Parti avec une avance de 1 min 15 s sur le deuxième, le Kazakh Alexey Poltoranin, il franchit la ligne d'arrivée de la montée finale de Alpe Cermis avec une avance de 1 min 26 s 5 sur Martin Johnsrud Sundby pour remporter sa quatrième édition du tour de ski. Il retrouve ensuite la coupe du monde lors de l'étape de Seefeld où il termine dixième du sprint libre, puis remporte le dix kilomètres, également dans ce style, lors d'une mass-start. 
Lors de la première épreuve des Jeux olympiques de Pyeongchang, il termine à la sixième place du skiathlon remporté par le Norvégien Simen Hegstad Krüger. Sur le quinze kilomètres, il occupe la première place de tous les temps intermédiaires pour devancer de 18 s Simen Hegstad Krüger, Denis Spitsov prenant la troisième place. Avec quatre médailles d'or, il rejoint le gymnaste Georges Miez et le sauteur à ski Simon Ammann, les deux seuls sportifs suisse comptant auparavant quatre titres aux Jeux olympiques.

## Palmarès

### Jeux olympiques d'hiver
Dario Cologna est le premier Suisse à remporter un titre olympique en ski de fond à l'occasion du quinze kilomètres en style libre des Jeux olympiques de 2010 à Vancouver devant Pietro Piller Cottrer et Lukáš Bauer. Lors des Jeux en 2014 à Sotchi, il obtient deux nouveaux titres, sur l'épreuve de skiathlon et sur le quinze kilomètres classique. Lors de sa troisième participation aux Jeux, sa victoire lors du quinze kilomètres libre des Jeux de 2018 à Pyeongchang lui offre son troisième titre sur la distance, son quatrième titre olympique.
| Épreuve / Édition | Sprint                           | Sprint                           | 15 km                            | 15 km                            | Skiathlon 2 × 15 km | 50 km | Relais | Relais    |
| Épreuve / Édition | libre                            | classique                        | libre                            | classique                        | Skiathlon 2 × 15 km | 50 km | Sprint | 4 × 10 km |
| Vancouver 2010    | Épreuve inexistante à cette date | —                                | Or                               | Épreuve inexistante à cette date | 13e                 | 10e   | 11e    | 10e       |
| Sotchi 2014       | 26e                              | Épreuve inexistante à cette date | Épreuve inexistante à cette date | Or                               | Or                  | 27e   | 5e     | —         |
| Pyeongchang 2018  | Épreuve inexistante à cette date | —                                | Or                               | Épreuve inexistante à cette date | 6e                  | 9e    | 11e    | 11e       |
| Pékin 2022        | —                                | Épreuve inexistante à cette date | Épreuve inexistante à cette date | 44e                              | —                   | 14e   | —      | 7e        |

Légende :
- : première place, médaille d'or
- : deuxième place, médaille d'argent
- : troisième place, médaille de bronze
- : pas d'épreuve
- — : non disputée par Dario Cologna

### Championnats du monde
Dario Cologna remporte trois médailles aux Championnats du monde en sept participations. Il remporte un titre mondial sur la  poursuite, quinze kilomètres en classique suivis de quinze kilomètres en style libre, lors de l'édition de 2013 à Val di Fiemme, où il remporte également l'argent du cinquante kilomètres. Lors de l'édition suivante, disputée à Falun, il remporte la médaille d'argent du skiathlon.
| Épreuve / Édition  | Sprint                           | Sprint                           | 15 km                            | 15 km                            | Skiathlon 2 × 15 km | 50 km  | Relais | Relais    |
| Épreuve / Édition  | libre                            | classique                        | libre                            | classique                        | Skiathlon 2 × 15 km | 50 km  | Sprint | 4 × 10 km |
| Liberec 2009       | 4e                               | Épreuve inexistante à cette date | Épreuve inexistante à cette date | 6e                               | 41e                 | —      | —      | 7e        |
| Oslo 2011          | 9e                               | Épreuve inexistante à cette date | Épreuve inexistante à cette date | 25e                              | 24e                 | 20e    | —      | 9e        |
| Val di Fiemme 2013 | Épreuve inexistante à cette date | —                                | 8e                               | Épreuve inexistante à cette date | Or                  | Argent | —      | 6e        |
| Falun 2015         | Épreuve inexistante à cette date | —                                | 18e                              | Épreuve inexistante à cette date | Argent              | 6e     | —      | 5e        |
| Lahti 2017         | —                                | Épreuve inexistante à cette date | Épreuve inexistante à cette date | —                                | —                   | 7e     | —      | 4e        |
| Seefeld 2019       | —                                | Épreuve inexistante à cette date | Épreuve inexistante à cette date | 6e                               | 14e                 | 7e     | —      | 8e        |
| Obertsdorf 2021    | Épreuve inexistante à cette date | —                                | 13e                              | Épreuve inexistante à cette date | 10e                 | 9e     | —      | 5e        |

Légende :
- : première place, médaille d'or
- : deuxième place, médaille d'argent
- : troisième place, médaille de bronze
- : pas d'épreuve
- — : Non disputée par Dario Cologna

### Coupe du monde
- 4 gros globes de cristal en 2009, 2011, 2012 et 2015.
- 4 petits globes de cristal :
  - Vainqueur du classement de la distance en 2011, 2012, 2015 et en 2018.
- 42 podiums : 
  - 40 podiums en épreuve individuelle : 15 victoires, 16 deuxièmes places et 9 troisièmes places.
  - 2 podiums en épreuve par équipes : 1 victoire et 1 deuxième place.
  - 33 podiums d'étape dans des tours : 11 victoires, 12 deuxièmes places et 10 troisièmes places.

#### Détail des victoires
Dario Cologna compte quinze victoires individuelles en Coupe du monde, dont quatre Tours de ski et deux Finales de la Coupe du monde qui sont des courses à étapes. Il s'agit du Suisse le plus victorieux de l'histoire de la Coupe du monde.
| Épreuve / Édition | Sprint | Sprint    | 15 km            | 15 km     | Poursuite 2 × 10 km | 30 km | 30 km     | 50 km | Tour de ski ou Finales ou Nordic Opening |
| Épreuve / Édition | libre  | classique | libre            | classique | Poursuite 2 × 10 km | libre | classique | 50 km | Tour de ski ou Finales ou Nordic Opening |
| 2008-2009         |        |           |                  |           |                     |       |           |       | Tour de ski Finales                      |
| 2010-2011         |        |           |                  |           | Lahti               |       |           |       | Tour de ski                              |
| 2011-2012         | Rogla  | Otepää    |                  | Otepää    |                     | Lahti | Lahti     |       | Tour de ski Finales                      |
| 2012-2013         |        |           |                  |           | Sotchi              |       |           |       |                                          |
| 2014-2015         |        |           | Rybinsk          |           |                     |       |           |       |                                          |
| 2017-2018         |        |           | Seefeld in Tirol |           |                     |       |           | Oslo  | Tour de ski                              |

Il compte également onze victoires sur des courses par étapes : une sur le Nordic Opening, en 2010, cinq sur le Tour de ski, à Oberhof en 2008 et 2011, la traversée de Cortina à Toblach en 2011, une à Toblach en 2011-2012, le prologue de l'édition 2014-2015 et deux courses à Lenzerheide en 2017-2018 et trois lors des Finales de Falun.

#### Classements en Coupe du monde
Dario Cologna a remporté le gros globe de cristal à quatre reprises en 2009, 2011 et 2012 et celui de 2015 après le déclassement de Martin Johnsrud Sundby, auxquels s'ajoutent quatre petits globes de cristal de la distance en 2011, 2012, 2015 et 2018. Dans les circuits intégrés à la Coupe du monde, il a remporté à quatre reprises le Tour de ski et à deux reprises les Finales. Seul le Nordic Opening manque à son palmarès.
| Saison / Épreuve | Général | Général | Distance | Distance | Sprint | Sprint | Tour de ski depuis 2007 | Finales depuis 2008              | Nordic Opening depuis 2011       | Ski Tour Canada depuis 2016      |
| ---------------- | ------- | ------- | -------- | -------- | ------ | ------ | ----------------------- | -------------------------------- | -------------------------------- | -------------------------------- |
| Saison / Épreuve | Class.  | Points  | Class.   | Points   | Class. | Points | Tour de ski depuis 2007 | Finales depuis 2008              | Nordic Opening depuis 2011       | Ski Tour Canada depuis 2016      |
| 2007             | 145e    | 6       | 94e      | 6        | —      | —      | —                       | Épreuve inexistante à cette date | Épreuve inexistante à cette date | Épreuve inexistante à cette date |
| 2008             | 37e     | 193     | 35e      | 113      | 37e    | 76     | 30e                     | 40e                              | Épreuve inexistante à cette date | Épreuve inexistante à cette date |
| 2009             | 1er     | 1346    | 2e       | 541      | 9e     | 205    | 1er                     | 1er                              | Épreuve inexistante à cette date | Épreuve inexistante à cette date |
| 2010             | 4e      | 885     | 4e       | 384      | 13e    | 197    | 3e                      | 8e                               | Épreuve inexistante à cette date | Épreuve inexistante à cette date |
| 2011             | 1er     | 1566    | 1er      | 706      | 12e    | 180    | 1er                     | 3e                               | 2e                               | Épreuve inexistante à cette date |
| 2012             | 1er     | 2216    | 1er      | 1052     | 6e     | 404    | 1er                     | 1er                              | 2e                               | Épreuve inexistante à cette date |
| 2013             | 3e      | 1364    | 2e       | 644      | 9e     | 210    | 2e                      | 5e                               | 4e                               | Épreuve inexistante à cette date |
| 2014             | 67e     | 80      | 40e      | 80       | —      | —      | —                       | —                                | —                                | Épreuve inexistante à cette date |
| 2015             | 1er     | 1059    | 1er      | 797      | —      | —      | 4e                      | Compétition disparue             | 8e                               | Épreuve inexistante à cette date |
| 2016             | 23e     | 335     | 20e      | 248      | 42e    | 47     | Abandon                 | Épreuve inexistante à cette date | 13e                              | —                                |
| 2017             | 7e      | 788     | 9e       | 424      | 54e    | 24     | 3e                      | 5e                               | 6e                               | Épreuve inexistante à cette date |
| 2018             | 2e      | 1290    | 1er      | 698      | 38e    | 44     | 1er                     | 3e                               | 17e                              | Épreuve inexistante à cette date |
| 2019             | 23e     | 334     | 19e      | 228      | 69e    | 10     | Abandon                 | 12e                              | 10e                              | Épreuve inexistante à cette date |
| 2020             | 10e     | 649     | 9e       | 425      | 89e    | 2      | 7e                      | FIS Ski Tour : 10e               | Abandon                          | Sprint Tour : annulé             |
| 2021             | 11e     | 461     | 9e       | 303      | 46e    | 28     | 8e                      | Épreuve inexistante à cette date | 30e                              | Épreuve inexistante à cette date |

Légende :
- — : Non partant ou non classé
- : pas d'épreuve

### Championnat du monde chez les jeunes: junior etU23
En trois participations aux Championnats du monde juniors, Dario Cologna a remporté une médaille de bronze sur le 10 km en style classique en 2006.
| Épreuve / Édition       | Sprint                           | Sprint                           | 10 km                            | 10 km                            | Poursuite 2 × 10 km              | Relais                           |
| Épreuve / Édition       | libre                            | classique                        | libre                            | classique                        | Poursuite 2 × 10 km              | Relais                           |
| Mondiaux 2004 Stryn     | Épreuve inexistante à cette date | Épreuve inexistante à cette date | 24e                              | Épreuve inexistante à cette date | Épreuve inexistante à cette date | 8e                               |
| Mondiaux 2005 Rovaniemi | Épreuve inexistante à cette date | Épreuve inexistante à cette date | 23e                              | Épreuve inexistante à cette date | 29e                              | Épreuve inexistante à cette date |
| Mondiaux 2006 Kranj     | Épreuve inexistante à cette date | Épreuve inexistante à cette date | Épreuve inexistante à cette date | Médaille de bronze               | 22e                              | Épreuve inexistante à cette date |

Il participe à deux éditions des championnats des moins de 23 ans. 
| Épreuve / Édition            | Sprint                           | Sprint                           | 15 km                            | 15 km                            | 30 km Poursuite | 30 km Mass-start                 | Relais |
| Épreuve / Édition            | libre                            | classique                        | libre                            | classique                        | 30 km Poursuite | 30 km Mass-start                 | Relais |
| Mondiaux 2007 Tarvisio       | Épreuve inexistante à cette date | Épreuve inexistante à cette date | Médaille d'or                    | Épreuve inexistante à cette date | Médaille d'or   | Épreuve inexistante à cette date | ?      |
| Mondiaux 2008 Malles Venosta | Épreuve inexistante à cette date | Épreuve inexistante à cette date | Épreuve inexistante à cette date | Épreuve inexistante à cette date | —               | Médaille d'or                    | ?      |

### Distinctions personnelles
En 2012, il est désigné Suisse de l'année, succédant au palmarès au skieur Didier Cuche. En décembre 2013, il devient le premier fondeur depuis Sepp Haas en 1968 à se voir décerner le titre de Sportif suisse de l'année pour l'année  2013 par le Crédit Suisse, le titre chez les femmes revenant à la gymnaste Giulia Steingruber.